# اسماعیل‌آباد (کرمان)
اسماعیل‌آباد، روستایی از توابع بخش مرکزی شهرستان کرمان در استان کرمان ایران است.

## جمعیت
این روستا در دهستان باغین قرار داشته و براساس سرشماری مرکز آمار ایران که در سال ۱۳۸۵ صورت گرفته، جمعیت آن ۳۳ نفر (۹ خانوار) بوده‌است.